# Frontenac, Lot

Frontenac este o comună în departamentul Lot din sudul Franței. În 2009 avea o populație de 76 de locuitori.

## Evoluția populației
| An        | 1975 | 1982 | 1990 | 1999 | 2006 | 2009 |
| --------- | ---- | ---- | ---- | ---- | ---- | ---- |
| Populație | 82   | 86   | 68   | 71   | 76   | 76   |